# Coalición de Gays y Lesbianas de Kenia
La Coalición de Gays y Lesbianas de Kenia (GALCK) es una unión entre diferentes organizaciones en Kenia que se esfuerzan por mejorar la situación de las personas lesbianas, gays, bisexuales, transgénero e intersexuales (LGTBI). Fue establecida en mayo de 2006 por activistas locales y regionales del Fondo de Acción Urgente (UAF), una organización por los derechos de las mujeres.

## Legado
Como organización paraguas nacional, GALCK logró avances considerables en el aumento de la voz y la visibilidad del movimiento de identidad y expresión de género de orientación sexual (SOGIE) hasta 2011/2012. El último período, caracterizado por desafíos de gestión organizativa y financiera, paralizó casi todo el funcionamiento regular de GALCK. En 2013, en una demostración de extraordinaria capacidad de recuperación, la comunidad estableció el grupo de trabajo GALCK Reloaded (GRT) para reactivar y reestructurar la Coalición y restablecer su posición en el centro del movimiento SOGIE de Kenia. Desde entonces, la Coalición, bajo la dirección del GRT voluntario, ha ido creciendo cada vez más, arrojando una luz muy positiva y prometedora sobre el futuro del movimiento SOGIE de Kenia.

## Organizaciones miembro
Fundada en 2006, seis organizaciones son miembros de GALCK:
- Ishtar MSM: busca "derechos completos de salud sexual y bienestar social para los hombres que tienen sexo con hombres".[1]
- Minority Women in Action - "abogar por los derechos de las mujeres LBTI ... comprometiéndose con las estructuras nacionales e internacionales".[2]
- Gay Kenya Trust - busca ser la "organización líder en defensa de los derechos humanos para el logro de una sociedad que sea inclusiva y libre de discriminación por motivos de orientación sexual".
- Transgender Education and Advocacy: establecida en diciembre de 2008, "tiene como objetivo cambiar la mentalidad pública hacia las personas transgénero/ transexuales a través de campañas de concienciación, abogando por reformas legales y políticas y empoderando a las personas transgénero / transexuales".[3]
- Artists for Recognition and Acceptance - busca "proporcionar una plataforma para la expresión y el compromiso con la sociedad en general a través del arte y un refugio seguro para las mujeres LBT".
- Persons Marginalized and Aggrieved (PEMA-Kenya) - antes conocida como la Hermandad de Mombasa, busca "crear, sensibilizar y promover la conciencia pública, la tolerancia y la aceptación de PEMA en la sociedad".[4]

## Actividades
El centro de recursos de GALCK en Nairobi abrió en 2008. El centro funciona como oficinas para las seis organizaciones. Una semana antes del Día Mundial del Sida, el 1 de diciembre de 2008, GALCK movilizó a 230 personas LGBTI para que asistieran a los servicios de asesoramiento y pruebas voluntarias (APV) que se llevaron a cabo en el centro. Esta fue la primera vez en Kenia que los servicios de APV se dirigieron específicamente a las personas LGBTI. Se aprendieron lecciones importantes sobre la política de APV existente y las brechas de implementación, y GALCK está trabajando con el Consejo Nacional de Control del SIDA (NACC), en colaboración con Liverpool VCT, Care and Treatment (LVCT), abordar estas brechas. Una brecha notable es que el VIH Se encontró que la prevalencia entre la comunidad LGBTI era del 23 por ciento, el doble de la estimación anterior del 9,3 por ciento.
GALCK ha construido coaliciones con organizaciones principales, como la Comisión de Derechos Humanos de Kenia, y con organismos relacionados con el VIH/ SIDA, incluidos LVCT y NACC. Gracias a estas relaciones, GALCK participó formalmente en la redacción del Plan Estratégico Nacional sobre el SIDA para 2010-13. GALCK también participa en la revisión del Formulario Nacional de Atención Voluntaria y Prueba del VIH, de modo que la información recopilada y el asesoramiento brindado durante la prueba refleje las necesidades de la comunidad LGBTI.